# (4323) Hortulus
(4323) Hortulus es un asteroide perteneciente al cinturón de asteroides, descubierto el 27 de agosto de 1981 por Paul Wild desde el Observatorio de Berna-Zimmerwald, Berna, Suiza.

## Designación y nombre
Designado provisionalmente como 1981 QN. Fue nombrado Hortulus en homenaje al nombre en latín de jardín pequeño, acogedor, que albergan flores que dieron sus nombres a planetas menores, existiendo al menos ocho. Para (4323) se ha tomado la suma de los números de los siguientes (4323) = (1056) Azalea + (1080) Orchis + (1092) Lilium + (1095) Tulipa.

## Características orbitales
Hortulus está situado a una distancia media del Sol de 2,245 ua, pudiendo alejarse hasta 2,701 ua y acercarse hasta 1,789 ua. Su excentricidad es 0,203 y la inclinación orbital 4,417 grados. Emplea 1229 días en completar una órbita alrededor del Sol.

## Características físicas
La magnitud absoluta de Hortulus es 13,5.